# ديكستر وين

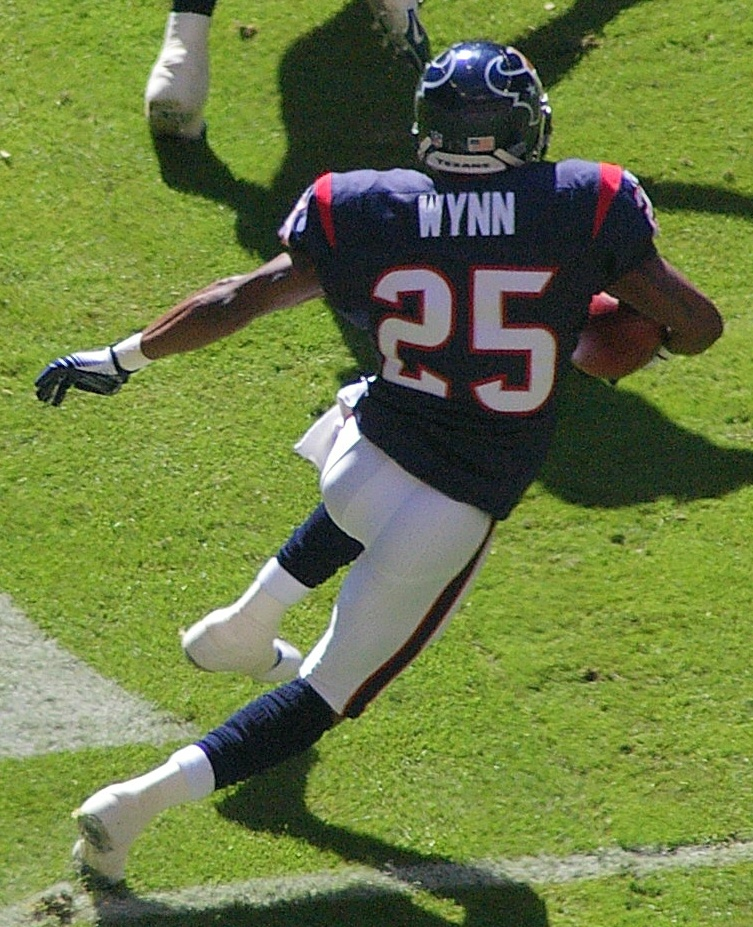

ديكستر وين (بالإنجليزية: Dexter Wynn)‏ هو لاعب كرة قدم أمريكية أمريكي، ولد في 25 فبراير 1981 في سمتر في الولايات المتحدة.

## وصلات خارجية
- ديكستر وين على موقع مرجع كرة القدم المحترفة.كوم (الإنجليزية)